# Maggie Gyllenhaal
Maggie Gyllenhaal (Nova York, 16 de novembre de 1977) és una directora i actriu de cinema estatunidenca. Va debutar el 1992 en la pel·lícula El país de l'aigua (Waterland) dirigida pel seu pare Stephen Gyllenhaal. El seu primer paper important va arribar el 2002 a Secretary que li va suposar la nominació al Globus d'Or, com a millor actriu de comèdia. Va ser nominada pels Oscars 2010 com a millor actriu secundària per la seva interpretació a Crazy Heart.

## Biografia
És filla del director de cinema Stephen Gyllenhaal i de la productora i escriptora Naomi Foner. El seu germà és Jake Gyllenhaal, també actor. La mare és d'ascendència jueva, mentre que el seu pare té ascendents suecs i anglesos.
Les seves primeres intervencions van ser de jove en pel·lícules dirigides pel seu pare: El país de l'aigua (Waterland) (1992),  Una dona perillosa (A Dangerous Woman) (1993), Homegrown (1998). Es va graduar en literatura a la Universitat de Colúmbia (1999) i va fer estudis a la Royal Academic of Dramatic Art de Londres. Gyllenhaal va aparèixer en papers secundaris en Cecil B. Demente (2000) i al costat del seu germà Jake a Donnie Darko (2001). El seu paper estel·lar va arribar una mica més tard, en la seva interpretació de secretària d'un obsessiu cap James Spader a Secretary (2002) que li va valdre, entre altres premis, la nominació a Globus d'Or, com a millor actriu de comèdia. Va participar en papers secundaris a 40 Days and 40 Nights (2002), Confessions of a Dangerous Mind (2002), Adaptation: El lladre d'orquídies (2002) i a El somriure de la Mona Lisa (Mona Lisa Smile) amb Julia Roberts i Kirsten Dunst (2003).
Gyllenhaal va rebre la seva segona nominació al Globus d'Or per interpretar a Sherry Swanson una dona que rep la llibertat condicional després de tres anys de presó a Sherrybaby (2006). El mateix any va participar en World Trade Center i en un dels episodis de Paris, je t'aime. El 2009, Gyllenhaal va rebre grans elogis pel seu paper de Jean al costat de Jeff Bridges a Crazy Heart, que li va valer a l'actriu la seva primera nominació a l'Oscar com a actriu secundària. Maggie Gyllenhaal té dos fills amb el seu marit Peter Sarsgaard, amb qui es va casar el 2009.

## Filmografia
| Any  | Títol                                                     | Paper                                | Notes |
| ---- | --------------------------------------------------------- | ------------------------------------ | --- |
| 1992 | El país de l'aigua (Waterland)                            | Maggie Ruth                          | |
| 1993 | Una dona perillosa (A Dangerous Woman)                    | Patsy                                | |
| 1996 | Shattered Mind                                            | empleada                             | TV |
| 1998 | Homegrown                                                 | Christina                            | |
| 1998 | The Patron Saint of Liars                                 | Lorraine Thomas                      | TV |
| 1999 | Resurrecció                                               | Mary                                 | TV |
| 1999 | Shake, Rattle, and Roll: An American Love Story           | Noreen Bixler                        | TV |
| 2000 | The Photographer                                          | Mira                                 | |
| 2000 | Cecil B. Demente                                          | Raven                                | |
| 2001 | Els nois de la meva vida (Riding in Cars with Boys)       | Amelia Forrester                     | |
| 2001 | Donnie Darko                                              | Elizabeth Darko                      | Coprotagonitzada amb el seu germà a la vida real Jake Gyllenhaal |
| 2002 | Confessions of a Dangerous Mind                           | Debbie                               | Premi CFCA (Chicago Film Critics Association) per Millor Artista Promesa |
| 2002 | Adaptation: el lladre d'orquídies                         | Caroline Cunningham                  | Premi CFCA (Chicago Film Critics Association) per Millor Artista Promesa |
| 2002 | 40 Days and 40 Nights                                     | Sam                                  | |
| 2002 | Secretary                                                 | Lee Holloway                         | - Boston Society of Film Critics: Premi Millor Actriu - Central Ohio Film Critics Association: Premi Millor Actriu - Premi CFCA (Chicago Film Critics Association) per Millor Artista Promesa - Paris Film Festival: Premi Millor Actriu - Nominada − Globus d'Or a la millor actriu musical o còmica - Nominada − Empire Award per Millor Actriu - Nominada − National Society of Film Critics: Premi Millor Actriu - Nominada − Online Film Critics Society: Premi Milor Actriu - Nominada − San Diego Film Critics Society: Millor Actriu - Nominada − Toronto Film Critics Association: Premi Millor Actriu |
| 2003 | El somriure de la Mona Lisa (Mona Lisa Smile)             | Giselle Levy                         | |
| 2003 | Casa de los Babys                                         | Jennifer                             | |
| 2004 | El cop de les nou reines (Criminal)                       | Valerie                              | |
| 2004 | The Pornographer: A love Storyl                           | Sidney                               | |
| 2004 | Strip Search                                              | Linda Sykes                          | TV |
| 2005 | The Great New Wonderful                                   | Emme Keeler (episodi "Emme's Story") | |
| 2005 | Finals feliços (Happy Endings)                            | Jude                                 | Nominada − Independent Spirit |
| 2006 | Superant la ficció (Stranger than Fiction)                | Ana Pascal                           | Nominada − Saturn Award per Millor Actriu |
| 2006 | Elles i ells (Trust the Man)                              | Elaine                               | |
| 2006 | Sherrybaby                                                | Sherry Swanson                       | - Karlovy Vary International Film Festival: millor actriu - Milan International Film Festival: Premi millor actriu - Stockholm International Film Festival: Premi millor actriu - Nominada − Globus d'Or per millor actriu dramàtica - Nominada − Chicago Film Critics Association per millor actriu - Nominada − London Film Critics Circle: Actriu de l'any |
| 2006 | Paris, je t'aime                                          | Liz                                  | Episodi "Quartier des Enfants Rouges" |
| 2006 | World Trade Center                                        | Allison Jimeno                       | |
| 2006 | Monster House                                             | Zee (veu)                            | Nominada − Premis Annie per miller veu en producció animada |
| 2007 | High Falls                                                | April                                | Curt |
| 2008 | El cavaller fosc (The Dark Knight)                        | Rachel Dawes                         | Central Ohio Film Critics Association: Premi compartit millor repartiment |
| 2009 | Away We Go                                                | Ellen                                | |
| 2009 | Crazy Heart                                               | Jean Craddock                        | - Prism Award per millor actuació - Nominada − Oscar a la millor actriu secundària |
| 2010 | La mainadera màgica i el gran bum! (Nanny McPhee Returns) | Isabel Green                         | |
| 2011 | Histèria                                                  | Charlotte Dalrymple                  | |
| 2012 | Won't Back Down                                           | Jamie                                | |
| 2013 | White House Down                                          | Carol Finnerty                       | |
| 2014 | Frank                                                     | Clara                                | |
| 2014 | River of Fundament                                        | Hathfertiti                          | |
| 2014 | The Honourable Woman                                      | Nessa Stein                          | Mini sèrie TV |